# Sam Webb
Sam Webb (ur. 16 lipca 1945) – amerykański działacz komunistyczny.

## Życiorys
Pochodzi ze stanu Maine. Studiował na St. Francis Xavier University i University of Connecticut (gdzie uzyskał tytuł magistra ekonomii). Od 1977 do 1988 działał w strukturach Komunistycznej Partii Stanów Zjednoczonych w stanie Michigan. W 2000 został wybrany przewodniczącym CPUSA. Reelekcję uzyskiwał w 2001 i 2005.
Złożył wizyty między innymi na Kubie, w ChRL i w Wietnamie. Przez część amerykańskich komunistów oskarżany o rewizjonizm.